# داني غرين (لاعب كرة قدم بريطاني)
داني غرين (بالإنجليزية: Danny Green)‏ (4 أغسطس 1990 في المملكة المتحدة - ) هو لاعب كرة قدم بريطاني في مركز الوسط. لعب مع بوريهام وود إف سي ونادي مارغيت وميدنهد يونايتد ‏ وبرينتري تاون ونادي تشيلمسفورد وسانت ألبانز سيتي ونادي سودبوري ونادي دوفر أتليتيك وبيشوب ستورتفورد وبيليريكاي تاون وThurrock F.C. ‏ وداغنهام وريدبريدج ونادي تشيشونت وHarlow Town F.C. ‏.

## وصلات خارجية
- داني غرين على موقع قاعدة بيانات كرة القدم.إي يو (الإنجليزية)
- داني غرين على موقع Soccerbase.com (لاعب) (الإنجليزية)